# Амга (Якутия)
Амга́ (якут. Амма) — село, административный центр Амгинского улуса Республики Саха (Якутия).

## Топоним
Амга — гидроним, название реки, притока Алдана, впадающего в Лену. Слово тунгусо-маньчжурского происхождения - амма — это рот, уста; отверстие; вход в нору; устье реки. В устных преданиях и сказаниях уранхаев-саха Амга издавна называлась Кыыс Амма
(красавица/девушка/Амга).

## Географическое положение и климат
Село расположено на левом берегу реки Амга — левого притока Алдана.
В ночь на 14 февраля 2012 года здесь температура опустилась до −55,8 °C.
Самая низкая температура в Амге отмечена в январе 1946 года и составляет −63,1 градуса.

## История
Амга возникла как слобода, поселение пашенных крестьян, когда здесь поселили русских крестьян для занятия земледелием. В архивных документах Амга упоминается ещё в 1633 году, когда «мангазейский служивый Иван Ребров участвовал в походе на Алдан и на Амгу. В том же году с Амги пришли ясачные сборщики с ясаком, взятым с Амгинский якутов».
Основано в 1652 году отрядом Воина Богданова под названием Амга-Слобода, является одним из старейших русских поселений в Восточной Сибири.
В 1652 году боярский сын Воин Богданов с шестью русскими ссыльными людьми из Якутского острога направлен на Амгу с целью занятия хлебопашеством. Но эти люди жили в Амге не долго, и пашни их вскоре были заброшены. К 1661 году от Амгинской пашни ничего не осталось. Воевода И. Ф. Голенищев-Кутузов писал в Москву о существовании пашенных мест на Амге и в том же году «посадил» на Амгинскую пашню четырёх крестьян, но дальнейшее заселение было задержано отсутствием вольных и ссыльных людей. В результате в 1672 году в слободе Амге числилось 4 семьи крестьян и 2 крестьянина-льготника.
Со второй половины 1670-х годов на Амгинской земле «устроились» новокрещённые и ясачные якуты.
В 1678—1684 годах к земледелию приобщилось еще 10 якутов. В 1685 году в Амгинской слободе жили 17 семей. Они имели 15 десятин казённой пашни и 135 десятин собственной, земледельцев якутов было 10 человек. По всей Якутской губернии в конце XVII века только в Амгинской крестьянской волости произошли заметные изменения. В 1695 году из Москвы через Якутск было сослано 12 человек, некоторые с семьями благополучно добрались до Амги слободы: Васька Артемьев с женой Палашкой и с сыном Ванькой; Климка Немчинов с женой Марфуткой, Васька Расторгуев с женой Матрёнкой и дочерьми Анночкой и Натальей; Савелий Цыкунов с сыном Ерёмкой. С тех давних пор в результате упорного и кропотливого труда крестьян в Амге развивается хлебопашество.
В середине XVIII века в Амгинской слободе жило довольно разнообразное общество русских православных крестьян из разных чинов, разных вероисповеданий.
В 1680 году в Амге-Слободе впервые построили церковь, которая неоднократно горела и восстанавливалась. С 1695 года развивалось сельское хозяйство; первая территория в Якутии, где культивировалось землепашество.
С середины XIX века Амгинская слобода становится местом политической ссылки. С 1836 по 1896 годы в Амгинском улусе политссылку отбывали 216 человек. Амгинская слобода в течение многих лет являлась местом сходок революционеров разных поколений, в ней нелегально готовились необходимые документы для побегов ссыльных из Якутской области.В частности, сюда в 1881 году на четыре года сослали Владимира Короленко. С 1881 года по 1886 годы в Амге отбывал ссылку народоволец Осип Аптекман.

### XX—XXI века
7 апреля 1909 года в семье пашенного крестьянина Киренского родился Л. В. Киренский — будущий советский учёный-физик, организатор науки.
Во время Гражданской войны и после — место ожесточённых боёв. В 1922 году белый генерал Анатолий Пепеляев предпринял наступление на Якутск, с целью дальнейшего наступления на Сибирь и провозглашения там Сибирской республики, что стало последним эпизодом Гражданской войны в России, однако 14 февраля 1923 года дружина Пепеляева была остановлена красным отрядом Ивана Строда в урочище Сасыл-Сысыы в нескольких километрах от Амги. В российскую историю вошло эта битва вошла как «Ледовая осада»: в условиях жесточайших якутских морозов шла битва между обороняющими подступы к Якутску красными бойцами под командованием Ивана Строда и рейдовой дружиной белого сибирского генерала Анатолия Пепеляева. В результате сражений у Амги последнее крупное воинское соединение белых на территории РСФСР было разгромлено, сам генерал отступил обратно к побережью Охотского моря и попал в плен.
Выполняет функции местного организующего центра. Является улусным центром и в то же время — центром Амгинского наслега. В селе — улусный промышленный и мясо-молочный комбинаты, речная пристань. Имеются Центр культуры и досуга, народный театр, средние общеобразовательные и музыкальная школы, спортивный комплекс, автоклуб, музей истории гражданской войны, краеведческий музей им. Л. В. Киренского, учреждения здравоохранения, торговли и бытового обслуживания. Есть торговые центры как «Орто дойду», «Махтал», «Утум», «Автодеталь», «Камелот», «Олонхо» и другие.
В Амге имеются школы: 1) Амгинская СОШ Ν1 с УИОП им. В.Г. Короленко. Ок. 600 учащихся; 2) Амгинская СОШ N2 им. В.В. Расторгуева. Ок. 500 учащихся; 3) Амгинский лицей им. Л.В. Киренского. Ок. 400 учащихся; 4) Амгинская СКОШИ. Так же в Амге действуют современная больница (сдана в 2006 году), Центр Творческого развития ребёнка имени О. П. Ивановой-Сидоркеевич, Центры Развития Ребенка (Детские сады) «Радуга», «Хатыҥчаана», «Сардаана (Биһик)», «Кэнчээри». В селе функционируют Музей истории гражданской войны в Якутии, музейный комплекс «Старая Слобода».
В декабре 2015 года подключён высокоскоростной интернет 3G, а также ВОЛС. Летом 2017 года во время подготовок к VI играм народов РС(Я) введён интернет LTE(4G). На данный момент в селе работают 4 оператора сотовой связи: Мегафон, Билайн, МТС, YOTA. В конце 2017 года в селе появилось цифровое телевидение.
Также в селе действует кинотеатр «Созвездие». Ведутся работы по строительству стадиона с тёплым легкоатлетическим манежем на 3000 мест, Многофункционального спортивного центра которые будут задействованы во время VII спортивных игр народов РС(Я).
15 сентября 2018 в День Амги-слободы были введены в эксплуатацию стадион с теплым легкоатлетическим манежем на 3000 мест и Многофункциональный спортивный центр.
В 2018 году с 1 по 5 августа было принято решение провести VII Спортивные игры народов РС(Я), но из-за катастрофического наводнения в мае 2018 года игры отложили на 2019 год с 3 по 8 июля.
В сентябре 2018 года были установлены первые светофоры в селе на перекрестке улиц Строда и Курашова.
Село состоит из микрорайона "Молодежный", кварталов Мира, Нэлэгэр и Центрального квартала, участков Крестях и Верхняя деревня.

## Население
| 1939  | 1959  | 1970  | 1979  | 1989  | 2002  | 2010  |
| ----- | ----- | ----- | ----- | ----- | ----- | ----- |
| 1230  | ↗2348 | ↗3542 | ↗4103 | ↗5191 | ↗6359 | ↗6533 |
| 2012  | 2013  | 2014  | 2015  | 2016  | 2017  | 2018  |
| ↘6492 | ↗6541 | ↗6555 | ↘6554 | ↗6578 | ↗6598 | ↗6626 |
| 2019  | 2020  | 2021  |       |       |       |       |
| ↘6590 | ↗6649 | ↗6667 |       |       |       |       |

## Транспорт
Амга находится в 200 км от Якутска по круглогодичной автодороге республиканского значения «Амга». Продолжение дороги на восток до Югорёнка. Существуют проекты продления её на восток до Аяна и придания ей федерального статуса.
Регулярного автобусного сообщения с Якутском или Нижним Бестяхом нет. До Амги можно добраться на личном автотранспорте, попутными машинами (автостопом), либо вписаться в частный микроавтобус на пристани Нижнего Бестяха (зимой на автовокзале г. Якутска). На сегодняшний день действуют таксомоторные службы, обеспечивающие круглогодичные пассажирские перевозки Амга-Якутск. До 2005 действовал аэропорт МВЛ «Амга», по маршруту Маган — Амга регулярно летали Ан-2, L-410, редко грузовой Ан-26. В настоящее время существует аэроплощадка для осуществления взлета и посадки Ан-2. В марте 2018 года авиакомпания Полярные Авиалинии предложила восстановить регулярное пассажирское авиасообщение. В итоге с весны до осени летают самолеты Ан-2 и Ан-3 Полярных Авиалиний.
Действует речная пристань.
Внутри села основные улицы улицы покрыты армобетоном. На перекрестках улиц Строда-Курашова; Ленина-Широких-Полянских; Ленина-Строда установлены светофоры.
Уличная сеть состоит из 69 улиц, 3 переулков.
Летом 2023 года глава Республики Саха (Якутия), Айсен Сергеевич Николаев, заявил, что автодорога от села Чюйя до села Амга будет заасфальтирована к 2026 году.

## Достопримечательности
- Памятник Сталину[22][23]
- Монумент «Кыыс Амма»
- Площадь Славы
- Сквер Молодёжи
- Сквер детства
- Памятник Н.С.Захарову-Сахаачче
- Сквер Экономистов
- Сквер им. Скрябина
- Сквер Человека труда
- Сквер Кыыс-Амма
- Стадион "Амма-Олимп"
- Сквер им. Киренского
- "Пешеходный бульвар"
- Фонтан "Кыыс Амма"
- Памятник Т-34

## Персоналии
- Васильев, Виктор Николаевич (этнограф)
- Киренский, Леонид Васильевич
- Ашрапова, Лидия Леонтьевна (урожд. Неустроева)